# برکناری کوین مک‌کارتی
در ۳ اکتبر ۲۰۲۳، مجلس نمایندگان ایالات متحده به برکناری کوین مک‌کارتی، رئیس مجلس کالیفرنیا، به‌دنبال طرح رسمی درخواست برکناری مک‌کارتی توسط مت گیتس، نماینده فلوریدا، صورت گرفت. برکناری مک‌کارتی برای اولین بار است که یک رئیس‌مجلس از طریق طرحی برای استعفا برکنار می‌شود. رای‌گیری برای انتخاب رئیس جدید پس از پایان تعطیلات هشت روزه پاتریک مک‌هنری آغاز خواهد شد.
در صد و هجدهمین کنگره ایالات متحده آمریکا، انتخابات میان دوره‌ای ۲۰۲۲ اکثریت محدودی را جمهوری‌خواهان در مجلس نمایندگان تشکیل دادند. گروه آزادی، یک گروه جناح راست در کنگره، در نتیجه اقلیت را به دست آوردند. مک‌کارتی در جریان انتخابات ریاست ۱۱۸ مین کنگره با مخالفت قابل توجهی از سوی گروه آزادی روبرو شد. پس از چندین دور رای‌گیری، مک‌کارتی به عنوان رئیس مجلس انتخاب شد و با مخالفان خود موافقت کرد و به هر نماینده‌ای اجازه داد تا پیشنهادی برای استعفا بدهند. تعطیلی احتمالی دولت در ژوئیه ۲۰۲۳ آغاز شد، زیرا گروه آزادی - در اعتراضاتی که نسبت به ریاضت اقتصادی داشتند، در مخالفت با مک‌کارتی - شروع به مخالفت با تصویب بودجه موقت دولت فدرال کردند. جمهوری‌خواهان نیز اعلام کردند به لایحه بودجه دولت رای مخالف خواهند داد. مک‌کارتی برخلاف خواسته هم حزبی‌های خود لایحه بودجه را به رای گذاشت و با حمایت دموکرات‌ها و رای اکثریت آنها لایحه به تصویب رسید. این موضوع باعث تشدید اختلاف شد و مت گیتس نماینده فلوریدا مک‌کارتی را به نقض قراردادهای درون حزبی متهم کرد. مک‌کارتی در۳ اکتبر ۲۰۲۳ از سمت ریاست مجلس برکنار شد.فرایند برکناری مک‌کارتی به دلیل توافق با رئیس‌جمهور بایدن بر سر بودجه برای جلوگیری از تعطیلی دولت، به رهبری نماینده فلوریدا مت گیتس صورت گرفت.